# Ponyo på klippan vid havet
Ponyo på klippan vid havet (japanska: 崖の上のポニヨ, Gake no ue no Ponyo – 'Ponyo på klippan'?) är en japansk animerad långfilm från 2008. Den regisserades av Hayao Miyazaki och animerades på Studio Ghibli. Ponyo har, liksom alla Hayao Miyazakis filmer, blivit en stor framgång i Japan och hade sin internationella premiär 2008 vid filmfestivalen i Venedig.
Filmen, Miyazakis åttonde film för Studio Ghibli, kretsar kring en guldfisk vid namn Ponyo. Hon blir vän med en femårig människopojke, Sōsuke, och vill bli en människoflicka. Filmen kan jämföras med Miyazakis Min granne Totoro från 1988 och är en barn- och familjefilm med inspiration från både japansk kultur och europeiska verk. Ponyo har vunnit ett flertal priser, inklusive den japanska filmakademins pris som Årets animerade film.

## Handling
Filmen är en berättelse om en liten fiskflicka, Brunhilde, som bor i havet med sin far Fujimoto och hennes otaliga småsystrar. Fujimoto var en gång en mänsklig trollkarl som bestämde sig för att flytta ner i havet (bort från sina dåliga minnen av människornas värld). En dag, när Brunhilde och hennes småsystrar är på utflykt med pappa och hans fyrfenade ubåt, flyter den nyfikna Brunhilde iväg på ryggen av en manet. Via ett möte med en fisketrålare råkar hon fastna i en flaska som någon slängt ner i havet. Hon driver in mot kusten och räddas till slut av en liten pojke vid namn Sōsuke. Han skär sig på fingret, hon slickar rent hans sår som därefter läker snabbt, och de två blir vänner. Sōsuke ger Brunhilde namnet Ponyo och lovar henne att han alltid kommer att beskydda henne. Under tiden letar en uppriven Fujimoto efter sin försvunna dotter genom att skapa en tsunami som lägger hela staden under vatten. Ponyo gör sitt bästa med magin för att bli en människa.

## Teman och inspiration
Berättelsen är delvis inspirerad av H.C. Andersens berättelse om Den lilla sjöjungfrun. Den har dessutom vissa inslag från Richard Wagners Niebelungenringen. Sålunda bär den lilla fiskflickan namnet Brunhilde (en sköldmö/valkyria hos Wagner), och en senare sekvens med Ponyo/Brunhilde på vågorna utspelas till musik inspirerad av Wagners "Valkyriornas ritt" ur den opera(cykel)n.
Sōsuke är som rollfigur baserad på Miyazakis son Gorō Miyazaki vid fem års ålder.

## Röstskådespelare
| Karaktär       | Japansk röst        | Engelsk röst           | Svensk röst     |
| -------------- | ------------------- | ---------------------- | --------------- |
| Lisa           | Tomoko Yamaguchi    | Tina Fey               | Marie Serneholt |
| Kōichi         | Kazushige Nagashima | Matt Damon             | Mattias Knave   |
| Granmamare     | Yūki Amami          | Cate Blanchett         |                 |
| Fujimoto       | George Tokoro       | Liam Neeson            | Anders Byström  |
| Ponyo          | Yuria Nara          | Noah Cyrus             | Katja Levander  |
| Sōsuke         | Hiroki Doi          | Frankie Jonas          | Daniel Melén    |
| Mamman         | Rumi Hiiragi        | Mona Marshall          | Julia Dufvenius |
| Ponyos systrar | Akiko Yano          |                        |                 |
| Toki           | Kazuko Yoshiyuki    | Lily Tomlin            | Nina Nelson     |
| Yoshie         | Tomoko Naraoka      | Betty White            | Ewa Fröling     |
| Noriko         | Akiko Takeguchi     | Cloris Leachman        | Ewa Fröling     |
| Kayo           | Tokie Hidari        | Marsha Clark           |                 |
| Väderman       | Shinichi Hatori     | Kurt Knutsson          | Anders Byström  |
| Kumiko         | Emi Hiraoka         | Jennessa Rose          | Filippa Åberg   |
| Karen          | Nozomi Ōhashi       | Colleen O'Shaughnessey |                 |

## Produktionen
Filmen är helt och hållet animerad för hand och har en skissartad känsla. Miyazaki, tillsammans med animationschefen Katsuya Kondō och konstnärlige ledaren Noboru Yoshida, hade som målsättning en film där endast traditionell animation skulle användas och det konstnärliga uttryckssättet skulle nås utan att behöva kompromissa med ett hårt produktionsschema. Man skulle också skapa en film som hyllade glädjen och det oskuldsfulla i ett barns värld.
Miyazaki menar att ett alltför flitigt användande av dataanimering gör att tecknaren låser sig och inte känner lika stor konstnärlig frihet som när han eller hon använder den "klassiska" tekniken med animering för hand.
Kustsamhället i filmen är inspirerad av Tomonoura, en ort i Japanska innanhavets nationalpark som Miyazaki besökte 2005.

### Produktionsfakta
- Budget –  3,4 miljarder yen
(34 miljoner USD)
- Intäkter – 201 750 937 USD[7]

### Premiär
- Biopremiär 19 juli 2008 Japan
- DVD-släpp 15 oktober 2008 i Japan
- Biopremiär 11 september 2009 i Sverige
- DVD-släpp 27 januari 2010 i Sverige